# My Cosmos is Mine
«My Cosmos is Mine» (en español, Mi cosmos es mío) es el quincuagésimo séptimo disco sencillo del grupo inglés de música electrónica Depeche Mode, el segundo desprendido de su álbum Memento Mori, dado a conocer primero en marzo de 2023, como adelanto del álbum, y posteriormente en una remezcla en su versión sencillo y solo a través de plataformas digitales.
«My Cosomos is Mine» es un tema escrito por Martin Gore. Como es distribuida la música actualmente, el tema fue promocionado mediante una remezcla promocional y la propia base de datos de la banda lo acredita como sencillo del álbum.

## Descripción
Es un tema comprometido con la época industrial de DM, con sonidos fuertes, incluyendo cuerdas de bajo, para plantear una lírica cósmica, casi etérea acerca de egoísmo y autocompasión. Aderezado con sonidos electrónicos varios, es también un canto pesaroso acerca de la identidad con recelo, sin concesiones, en ese sonido fuerte y contundente, que puede ser también fantasmal.

## Formatos

### Digital
| Columbia My Cosmos is Mine |                     |          |  |
| N.º                        | Título              | Duración |  |
| 1.                         | «My Cosmos is Mine» | 5:16     |  |
| 2.                         | «Ghosts Again»      | 3:58     |  |

| Columbia My Cosmos is Mine (ANNA Remix) |                                  |          |  |
| N.º                                     | Título                           | Duración |  |
| 1.                                      | «My Cosmos is Mine» (ANNA Remix) | 8:01     |  |

### En disco de vinilo
12 pulgadas Columbia  My Cosmos is Mine / Speak to Me Remixes
| Lado A |                                  |          |  |
| N.º    | Título                           | Duración |  |
| 1.     | «My Cosmos is Mine» (ANNA Remix) | 8:01     |  |

| Lado AA |                                      |          |  |
| N.º     | Título                               | Duración |  |
| 1.      | «Speak to Me» (HI-LO Extended Remix) | 5:55     |  |

## En concierto
El tema estuvo presente en todas las fechas del Memento Mori World Tour debido a que fue el abridor de cada concierto, en una interpretación electroacústica que mostró toda la tendencia más alternativa de DM, con Martin Gore en teclados y Peter Gordeno tocando el bajo eléctrico, sentado sobre la dura línea básica que prestaba Christian Eigner en la batería, la cual conducía realmente la melodía.
La sonoridad era más fuerte en directo debido a que la voz de Dave Gahan no estaba filtrada como en la grabación del álbum, haciéndolo un tema algo más duro a cómo aparece en el disco, pero sentó la apertura de cada presentación con la particular identidad de DM al capturar la atención de su público con esa vuelta a su tradicional oscuridad.